# Zou Kai
Zou Kai (n. 25 februarie 1988, Luzhou⁠(d), Sichuan, Republica Populară Chineză) este un gimnast artistic chinez, medaliat olimpic. A participat la 2 ediții ale Jocurilor Olimpice (2008, 2012) în care a câștigat 5 medalii de aur și o medalie de bronz.